# Raony Carvalho
Raony Carvalho (Brasília, 10 de abril de 1987) é um tenista profissional brasileiro. Foi um dos dez melhores juvenis do mundo em 2005 e chegou a derrotar Juan Martin del Potro numa final da categoria 16 anos do Banana Bowl, torneio de base de tênis, em 2003. É irmão da também tenista Larissa Carvalho.

## Trajetória
Considerado uma promessa no tênis brasileiro, o brasiliense Raony Carvalho fez uma excelente campanha na categoria juvenil da ITF, alcançando o posto de 16° do mundo aos 18 anos. Logo após foi surpreendido com a convocação, ainda como juvenil, para compor o elenco brasileiro para a Copa Davis no confronto contra o Uruguai, sendo chamado pelo capitão Fernando Meligeni.
Em 2003 iniciou no profissional, mas a primeira vitória só veio no Future de Curitiba, em 2004, sobre Luís Otávio Pires. Em 2005 foi campeão da Copa Gerdau de Tênis. Desde o início entre os profissionais, migrou para os Estados Unidos, conciliando treinos e estudos na Universidade de Tecnologia do Texas, usando a estrutura local.
Em 2006 chegou à sua primeira final no Future de Porto Alegre, ao perder em duplas com o parceiro Rodrigo Guidolin. No ano começou a jogar exclusivamente os torneios profissionais da Associação de Tenistas Profissionais (ATP). Em 2007 ficou com quatro vice-campeonatos de duplas pelo Brasil, dentre eles dois com Rodrigo Grilli. Disputou também o Irving Challenger, seu último torneio registrado.

## Ranking
- Ranking de simples: 1566° (na última atualização, em 15/10/2012)[7]
- Melhor ranking de simples: 815° (em 24/10/2005)[7][8][9]
- Ranking de duplas: 1556° (na última atualização, em 18/04/2016)[7]
- Melhor ranking de duplas: 555° (em 23/04/2012)[7]